# کیم ها-اون
این یک نام کره‌ای است؛ نام خانوادگی کیم است.
کیم ها-اون (کره‌ای: 김하은؛ زادهٔ کیم هیو-جین در ۳ ژانویه ۱۹۸۴) بازیگر اهل کره جنوبی است. او بیشتر به خاطر ایفای نقش در شکارچیان برده شناخته می‌شود. او همچنین مدیر عامل اجرایی فروشگاه آنلاین لباس ۳۰۱호 고양이 است.